# Dittlofrod
Dittlofrod ist ein Ortsteil der Marktgemeinde Eiterfeld im osthessischen Landkreis Fulda.

## Geographische Lage
Der Ortsteil Dittlofrod ist etwa dreieinhalb Kilometer vom Hauptort Eiterfeld entfernt und liegt westlich davon im Talsystem der oberen Eitra in der Rhön.

## Geschichte
Die früheste erhalten gebliebene Erwähnung des Ortes in der Schreibweise Ditolfesrode beurkundet dessen Existenz seit dem Jahr 1151.

### Gebietsreform
Im Zuge der Gebietsreform in Hessen ergab sich eine Reihe freiwilliger Zusammenlegungen von Gemeinden, an denen sich auch die bis dahin selbständige Gemeinde Dittlofrod beteiligte. Daraufhin beschloss die Landesregierung mit Wirkung vom 1. April 1972 die Eingliederung der Gemeinden Dittlofrod und Oberweisenborn im Landkreis Hünfeld in die Gemeinde Eiterfeld.
Für Dittlofrod wurde, wie für alle ehemals eigenständigen Gemeinden von Eiterfeld, ein Ortsbezirk mit Ortsbeirat und Ortsvorsteher nach der Hessischen Gemeindeordnung gebildet.

### Bevölkerung
Einwohnerentwicklung
- 1812: 26 Feuerstellen, 290 Seelen[1]

| Dittlofrod: Einwohnerzahlen von 1812 bis 2015 | Dittlofrod: Einwohnerzahlen von 1812 bis 2015 | Dittlofrod: Einwohnerzahlen von 1812 bis 2015 | Dittlofrod: Einwohnerzahlen von 1812 bis 2015 | Dittlofrod: Einwohnerzahlen von 1812 bis 2015 |
| --- | --------------------------------------------- | --------------------------------------------- | --------------------------------------------- | --------------------------------------------- |
| Jahr |                                               |                                               |                                               | Einwohner                                     |
| 1812 | 1812                                          |                                               | 290                                           | 290                                           |
| 1834 | 1834                                          |                                               | 224                                           | 224                                           |
| 1840 | 1840                                          |                                               | 224                                           | 224                                           |
| 1846 | 1846                                          |                                               | 233                                           | 233                                           |
| 1852 | 1852                                          |                                               | 203                                           | 203                                           |
| 1858 | 1858                                          |                                               | 218                                           | 218                                           |
| 1864 | 1864                                          |                                               | 203                                           | 203                                           |
| 1871 | 1871                                          |                                               | 206                                           | 206                                           |
| 1875 | 1875                                          |                                               | 210                                           | 210                                           |
| 1885 | 1885                                          |                                               | 190                                           | 190                                           |
| 1895 | 1895                                          |                                               | 155                                           | 155                                           |
| 1905 | 1905                                          |                                               | 164                                           | 164                                           |
| 1910 | 1910                                          |                                               | 164                                           | 164                                           |
| 1925 | 1925                                          |                                               | 189                                           | 189                                           |
| 1939 | 1939                                          |                                               | 180                                           | 180                                           |
| 1946 | 1946                                          |                                               | 304                                           | 304                                           |
| 1950 | 1950                                          |                                               | 281                                           | 281                                           |
| 1956 | 1956                                          |                                               | 227                                           | 227                                           |
| 1961 | 1961                                          |                                               | 250                                           | 250                                           |
| 1967 | 1967                                          |                                               | 257                                           | 257                                           |
| 1970 | 1970                                          |                                               | 261                                           | 261                                           |
| 1980 | 1980                                          |                                               | ?                                             | ?                                             |
| 1990 | 1990                                          |                                               | ?                                             | ?                                             |
| 2000 | 2000                                          |                                               | 296                                           | 296                                           |
| 2005 | 2005                                          |                                               | 281                                           | 281                                           |
| 2010 | 2010                                          |                                               | 287                                           | 287                                           |
| 2011 | 2011                                          |                                               | 294                                           | 294                                           |
| 2015 | 2015                                          |                                               | 283                                           | 283                                           |
| Datenquelle: Historisches Gemeindeverzeichnis für Hessen: Die Bevölkerung der Gemeinden 1834 bis 1967. Wiesbaden: Hessisches Statistisches Landesamt, 1968. Weitere Quellen: ; Gemeinde Eiterfeld; Zensus 2011 |                                               |                                               |                                               |                                               |

Religionszugehörigkeit
 Quelle: Historisches Ortslexikon
| • 1885: | 190 katholische (= 100 %) Einwohner                                 |
| • 1961: | zwei evangelische (= 0,80 %), 248 katholische (= 99,20 %) Einwohner |

## Verkehr
In Dittlofrod zweigen die Kreisstraßen 148 und 152 von der Landesstraße 3431 ab.